# ケヴィン・ブラウンロー
ケヴィン・ブラウンロー（Kevin Brownlow, 1938年6月2日 - ）は、イギリスの映画監督、プロデューサー、映画史家、フィルムコレクター。

## 人物
青年期から映画製作にかかわる一方、1960年代の終わりからはサイレント映画の研究発表を開始し、1970年代からはアベル・ガンス監督の大作『ナポレオン』の復元上映を皮切りに往年のサイレント映画作品の蘇生にも乗り出す。チャールズ・チャップリン、バスター・キートン、ハロルド・ロイド、D・W・グリフィス、セシル・B・デミル、グレタ・ガルボなどといった映画創成期からサイレント映画全盛期にかけての映画人を取り扱ったドキュメンタリー作品も多く手掛けている。これらサイレント映画の研究全般が評価され、アカデミー名誉賞を受賞した。

## 来歴
ケヴィン・ブラウンローは1938年6月2日、イースト・サセックス州クロウバラに生まれる。クロウバラの学校に通っていた11歳の時、校長に9.5ミリのサイレント映画を見せられたことで映画の虜になり、フィルム収集を開始した。1964年、当時16歳のブラウンローは2歳年下のアンドリュー・モロと出会い、「もしナチス・ドイツがイギリスを占領していたら」という内容の歴史改変SF映画 "It Happened Here" の製作に取りかかる。作品は最終的にトニー・リチャードソンの助けを借りて完成し、1966年に公開された。作品の製作費はわずかであり、内容そのものも議論と論争を巻き起こしたものの、時代が下るとともに「独立映画の傑作」として評価されるようになった。1960年代後半から1970年代にかけては、1975年にモロと組んで護国卿時代の宗教活動家ジェラード・ウィンスタンレーを題材にした『ウィンスタンレー』を製作したほか、編集監督としてリチャードソンの『遥かなる戦場』などの編集を担当した。
制作活動の一方で、ブラウンローは1968年に最初のサイレント映画研究に関する著作 "he Parade's Gone By…" を刊行し、この本はサイレント映画を研究する映画学者にとって欠かせない書物となった。また、ブラウンローと同じくサイレント映画を専門としていた映画史家のデイヴィッド・ギルとコンビを組んで忘れ去られたサイレント映画の復活に尽力するようになった。この分野でブラウンローがその名をとどろかせたのは、とうの昔に忘れ去られていたガンスの大作『ナポレオン』の蘇生であった。ブラウンローと『ナポレオン』の出会いは古く、クロウバラの学校時代に見せられた映画の中に『ナポレオン』の断片が入っていた。ブラウンローはガンス本人に会うなどをして『ナポレオン』の復活に精魂を傾け、1981年にカール・デイヴィスおよびカーマイン・コッポラの音楽が付されての復活上映が行われた。
ギルとのコンビでは、サイレント映画に関するドキュメンタリーの製作も行った。1979年にアメリカのサイレント映画に関する作品 "Hollywood" を発表。続いてブラウンローとギルのコンビはテムズ・テレビジョンから、いわゆる「チャップリンのNGフィルム」に関するドキュメンタリー番組『チャップリン・その素顔と未公開映像』 "Unknown Chaplin" を世に送り出す。チャップリンとの出会いも古く、チャップリンが『伯爵夫人』を撮影していたところに往年の大女優で、『チャップリンの役者』でチャップリンと共演したことのあるグロリア・スワンソンを連れて訪問したことがあった。フィルムコレクターのレイモンド・ロウハウアーが所有していたNGフィルムを紹介した『チャップリン・その素顔と未公開映像』"Unknown Chaplin" は、これまで謎に包まれていたチャップリンの創造過程が一部明らかにされており、文字通り「知られざるチャップリン」を世に知らしめる番組であった。チャップリン関連では、2002年に『独裁者』を通じてチャップリンとアドルフ・ヒトラーの生涯を振り返る『放浪者と独裁者』を製作し、またチャップリン研究家の大野裕之が主宰する日本チャップリン協会の顧問も務めている。
チャップリン以外でもキートンを扱った 『バスター・キートン　ハードアクトに賭けた生涯』"Buster Keaton: A Hard Act to Follow"（1987年） 、ロイドを扱った "American Masters - Harold Lloyd: The Third Genius"（1989年） 、グリフィスを扱った"American Masters - D.W. Griffith: Father of Film"（1993年）を製作。作品の復元の面では『イントレランス』、『バグダッドの盗賊』、『ベン・ハー』、『結婚行進曲』および『群衆』などの修復のほか、レックス・イングラムの『黙示録の四騎士』、ルパート・ジュリアンの『オペラの怪人』、F・W・ムルナウの『サンライズ』といった忘却のかなたにあった作品の蘇生に貢献した。
ブラウンローはおよそ40年にわたるサイレント映画の再発掘と過去の巨匠への敬意が評価され、ジャン＝リュック・ゴダール、イーライ・ウォラックとともに2010年度のアカデミー名誉賞が授与された。授与に際してマーティン・スコセッシは「ブラウンローは長い映画の歴史の中で特にサイレント映画の保護に努めて世界中から尊敬されている。一方ではアンドリュー・モロと組んでユニークなフィクション映画を作り上げたことも記憶に残る。ブラウンローの存在こそが映画の歴史である」とコメントしている。
ブラウンローは黒澤明の支持者の一人である。

## 主な作品
インターネット・ムービー・データベースのデータによる。

### 製作作品
- It Happened Here  (1966)
- 遥かなる戦場 (1968)：編集
- Winstanley   (1966)

### ドキュメンタリー作品
- Abel Gance: The Charm of Dynamite  (1968)
- Hollywood  (1980)
- チャップリン・その素顔と未公開映像 Unknown Chaplin  (1983)
- バスター・キートン ハードアクトに賭けた生涯 Buster Keaton: A Hard Act to Follow  (1987)
- American Masters - Harold Lloyd: The Third Genius  (1989)
- American Masters - D.W. Griffith: Father of Film  (1993)
- シネマヨーロッパ　欧州映画史 100年先に伝えたい映画の宝物 Cinema Europe: The Other Hollywood  (1995)
- ユニバーサル・ホラー制作秘話 Universal Horror  (1998)
- 放浪者と独裁者 The Tramp and the Dictator(2002)[11]
- Cecil B. DeMille: American Epic  (2004)
- So Funny It Hurt: Buster Keaton & MGM  (2005)[12]
- Garbo  (2005)
- I'm King Kong!: The Exploits of Merian C. Cooper  (2005)

### サイト
- “ケヴィン・ブラウンロウ”. 映画の國 - ロンドンとリリアン・ギッシュ　Text by 大塚真琴 第1回 ロンドン.   マーメイドフィルム / 大塚真琴. 2013年11月25日閲覧。
- “ケヴィン・ブラウンロウに会う”. 映画の國 - ロンドンとリリアン・ギッシュ　Text by 大塚真琴 第1回 ロンドン.   マーメイドフィルム / 大塚真琴. 2013年11月25日閲覧。
- “結婚行進曲”. 映画の國 - ロンドンとリリアン・ギッシュ　Text by 大塚真琴 第1回 ロンドン.   マーメイドフィルム / 大塚真琴. 2013年11月25日閲覧。
- “Kevin Brownlow – Honorary Award” (英語). The Academy of Motion Picture Arts and Sciences.   Academy of Motion Picture Arts and Sciences. 2013年11月25日閲覧。
- “Kevin Brownlow: a life in the movies” (英語). The Guardian - Culture - Film.   The Guardian. 2013年11月25日閲覧。
- デイヴィッド・ロビンソン『チャップリン』 下、宮本高晴、高田恵子（訳）、文藝春秋、1993年。ISBN 4-16-347440-4。
- 大野裕之『チャップリン・未公開NGフィルムの全貌』日本放送出版協会、2007年。ISBN 978-4-14-081183-2。